# ザ・ビートルズ〜EIGHT DAYS A WEEK - The Touring Years
『ザ・ビートルズ〜EIGHT DAYS A WEEK - The Touring Years』（ザ・ビートルズ〜エイト・デイズ・ア・ウィーク - ザ・ツーリング イヤーズ、原題:The Beatles: Eight Days a Week – The Touring Years）は、2016年のイギリス・アメリカで制作されたドキュメンタリー映画である。1962年のキャヴァーン・クラブ公演から1966年のバンド最後のライブとなったサンフランシスコでの公演までのツアー期のビートルズの様子を描いた内容となっている。監督はロン・ハワード。
アップル・コア公式作品としては、『ザ・ビートルズ・アンソロジー』以来約21年ぶりの作品で、当時はモノクロとなっていた映像がカラー化されたほか、ポール・マッカートニーやリンゴ・スターらのインタビュー映像が含まれている。
映画は、イギリスとアメリカで2016年9月15日、日本では9月22日に公開された。

## 制作
映画は、ポール・マッカートニーとリンゴ・スター、さらにジョン・レノンとジョージ・ハリスンの未亡人であるオノ・ヨーコとオリヴィア・ハリスンの協力のもとで制作された。本作の監督であるロン・ハワードは、ブライアン・グレイザー、スコット・パスクチ、ナイジェル・シンクレアらと共にプロデューサーを務めている。脚本はマーク・モンロー、編集はポール・クローダーが担当。
映画公開前に、1965年8月15日のシェイ・スタジアムでのライブ映像が同時上映されることが発表された。このライブ映像は、当時の音楽映像では最高の技術となる14台の35mmカメラを使用して撮影されており、映像にはこれまで未公開とされていたファンによって撮影された16mmカラー映像も含まれている。映画内では、4Kリマスターで編集され、本編に合わせて2Kで公開された。サウンドは、ジャイルズ・マーティンによってリマスターされている。
本作の公式ポスターに使用された写真は、1964年8月22日にワシントン州のシアトル・タコマ国際空港からカナダ・バンクーバへ向かう航空機のタラップで撮影されたもので、本作と同時期にリリースされたライブ・アルバム『ライヴ・アット・ザ・ハリウッド・ボウル』のジャケットにも使用された。日本限定デザインのティザーポスターに使用された写真は、オフィシャルカメラマンとして日本武道館公演に同行していたボブ・ウィテカーが撮影したモノクロ写真で、メンバー4人が武道館のステージに上がる後ろ姿が写っている。

## リリース
2016年5月4日に、Huluが新設したドキュメンタリー映画部門「Huluドキュメンタリーフィルムズ」の第1弾作品として北米における配給権と配信権を獲得したことが発表された。映画は9月15日に劇場公開されたのち、17日よりストリーミング配信が開始された。
本作の公開に合わせて、1977年5月に発売されたライブ・アルバム『ザ・ビートルズ・スーパー・ライヴ!』のリミックス・リマスター盤が、アナログ盤では未収録となっていた4曲を追加収録して『ライヴ・アット・ザ・ハリウッド・ボウル』というタイトルで再発売された。
12月21日に本作のDVDとBlu-rayがリリースされた。

### 興行収入
本作は、全世界で1230万ドルの興行成績となっている。
北米では、映画公開の初週で、85箇所の劇場で78万5336ドル、平均して9239ドルを記録した。

### 評価
本作は、映画評価サイト「Rotten Tomatoes」において99件のレビューを元に96％の支持率、平均評点7.89/10を記録。Metacriticでは、22人の批評家に基づいて、レビューの加重平均値72/100を獲得している。

### 受賞
| 年   | 賞                                                      | カテゴリ                                                                              | ノミネート対象                                                                         | 結果       | 参照   |
| ---- | ------------------------------------------------------- | ------------------------------------------------------------------------------------- | -------------------------------------------------------------------------------------- | ---------- | ------ |
| 2017 | 第59回グラミー賞                                        | 最優秀ミュージック・フィルム                                                          | ザ・ビートルズ〜EIGHT DAYS A WEEK - Touring Years                                      | 受賞       | [ 15 ] |
| 2017 | 第70回英国アカデミー賞                                  | 最優秀ドキュメンタリー賞                                                              | ザ・ビートルズ〜EIGHT DAYS A WEEK - Touring Years                                      | ノミネート | [ 16 ] |
| 2017 | 第21回サテライト賞                                      | 最優秀ドキュメンタリー・フィルム                                                      | ザ・ビートルズ〜EIGHT DAYS A WEEK - Touring Years                                      | ノミネート | [ 17 ] |
| 2017 | オーストラリア映画批評家協会賞                          | 最優秀ドキュメンタリー・フィルム (Local or International)                             | ザ・ビートルズ〜EIGHT DAYS A WEEK - Touring Years                                      | ノミネート | [ 18 ] |
| 2017 | 第69回エミー賞技術部門 クリエイティブ・アーツ・エミー賞 | プライムタイム・エミー賞 作品賞 ドキュメンタリー/ノンフィクション特別番組部門         | ザ・ビートルズ〜EIGHT DAYS A WEEK - Touring Years                                      | ノミネート |        |
| 2017 | 第69回エミー賞技術部門 クリエイティブ・アーツ・エミー賞 | プライムタイム・エミー賞 脚本賞 ノンフィクション番組部門                              | マーク・モンロー                                                                       | ノミネート |        |
| 2017 | 第69回エミー賞技術部門 クリエイティブ・アーツ・エミー賞 | プライムタイム・エミー賞 映画編集賞 ノンフィクション番組部門                          | ポール・クローダー                                                                     | ノミネート |        |
| 2017 | 第69回エミー賞技術部門 クリエイティブ・アーツ・エミー賞 | プライムタイム・エミー賞 音響編集賞 ノンフィクション番組部門 (Single or Multi-Camera) | ジョン・マイケルズ ハリソン・メイル ダン・ケニオン ウィル・ディグビー メリッサ・マック | 受賞       |        |
| 2017 | 第69回エミー賞技術部門 クリエイティブ・アーツ・エミー賞 | プライムタイム・エミー賞 音響賞 ノンフィクション番組部門 (Single or Multi-Camera)     | クリス・ジェンキンス キャメロン・フランクリー ネイサン・エバンス サム・オケル          | 受賞       |        |